# 陵西街道
陵西街道，是中华人民共和国辽宁省沈阳市于洪区下辖的一个乡镇级行政单位。

## 行政区划
陵西街道下辖以下地区：
龙腾社区、川江社区、赤山社区、千山社区、凤凰社区、友谊社区、红田社区、绿园社区、格林社区、乐山社区、陵西社区和国奥社区。